# Juke joint

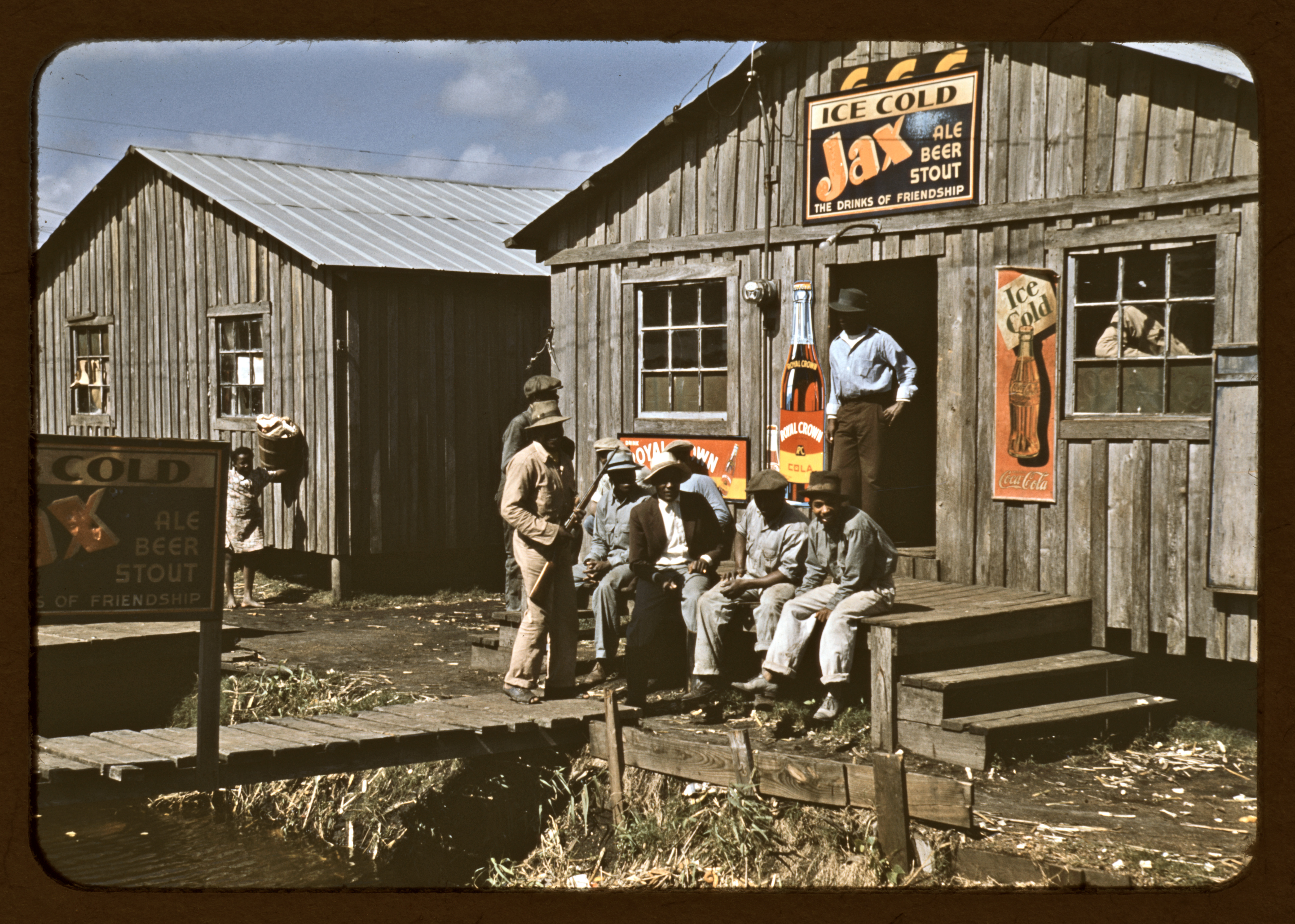
Juke joint i Belle Glade, Florida. Foto av Marion Post Wolcott 1941.

Juke joint, även skrivet jook joint (eller bara "juke" eller "jook"), är en folklig beteckning som ursprungligen avsåg en landsortskrog med musik (blues eller tidig jazz som ragtime) och dans som drevs av och för afroamerikaner i sydöstra USA. Med tiden, när svarta tidigare lantarbetare flyttade in till städerna och industrijobb, kom beteckningen även att avse motsvarande ställen i städerna och "juke" överfördes även till jukeboxen som från 1930-talet kom att ersätta livemusiken i stor utsträckning i sådana utskänkningslokaler. Andra verksamheter som spel om pengar och prostitution förekom även, men ej nödvändigtvis, i samband med juke joints.
Den motsvarande inrättningen för vita kallas "honky tonk" - såklart då med countrymusik i stället för blues.
En gemensam beteckning för juke joints och honky tonks är "barrelhouse" från "barrel" (tunna), syftande på de fat som alkoholdryckerna lagrades i.